# ارمنستان در مسابقه آواز یوروویژن ۲۰۱۳

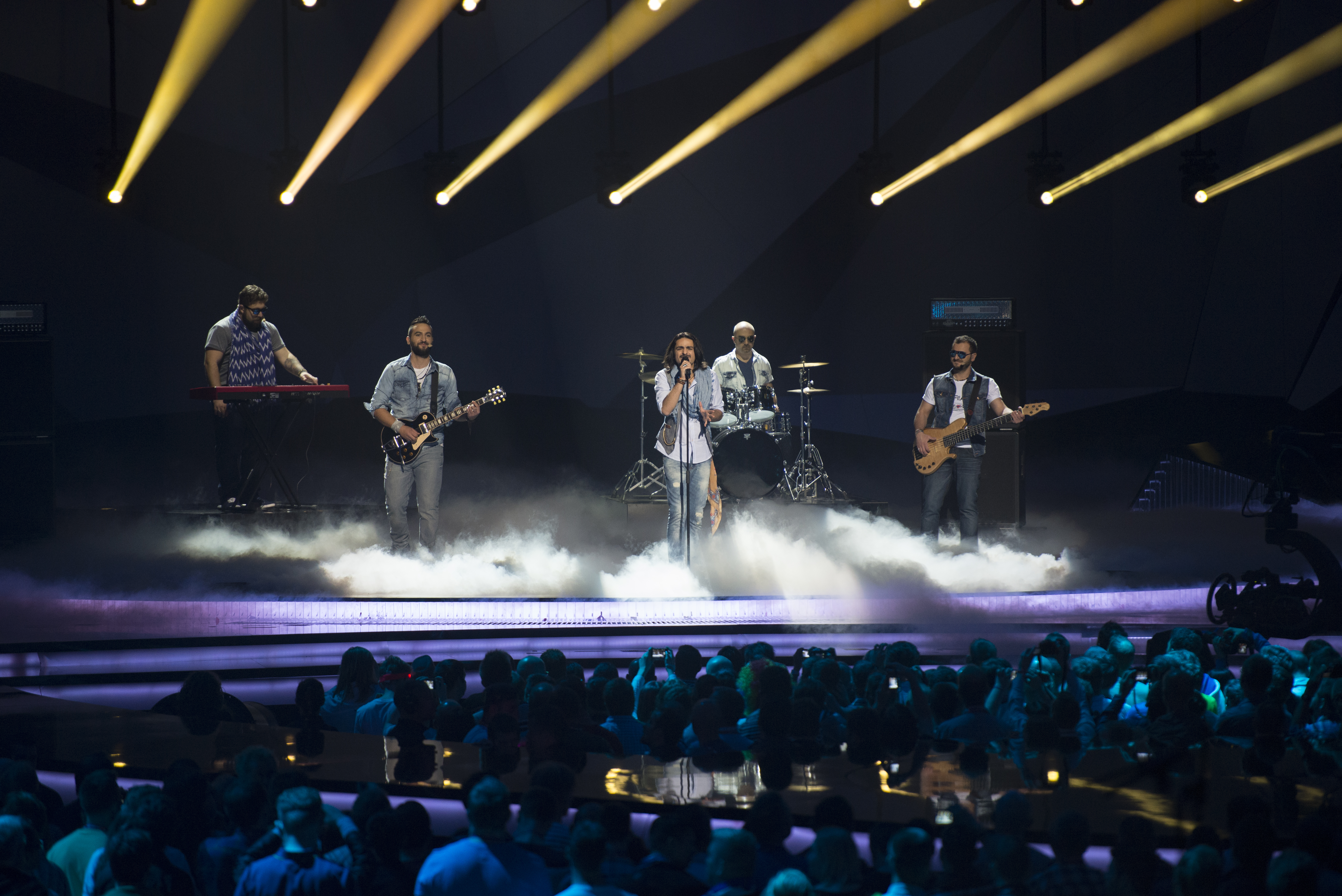
دوریانس در حال اجرای «سیاره تنها» در مالمو

ارمنستان در مسابقه آواز یوروویژن ۲۰۱۳ (انگلیسی: Armenia in the Eurovision Song Contest 2013) که در مالمو، سوئد برگزار شد، با ترانه «سیاره تنها» شرکت کرد. این ترانه توسط تونی آیومی و واردان زادویان نوشته شده بود و توسط گروه دوریانس اجرا شد.
ارمنستان پس از یک سال غیبت از یوروویژن در سال ۲۰۱۲ به دلیل تنش‌ها با کشور میزبان آن زمان، جمهوری آذربایجان، اعلام کرد که در یوروویژن ۲۰۱۳ شرکت خواهد کرد. در مه ۲۰۱۲، ارمنستان تصمیم گرفت تا در این مسابقه دوباره حضور یابد.
انتخاب گور سوجیان به‌عنوان نماینده ارمنستان برای یوروویژن ۲۰۱۳ در تاریخ ۲۲ ژانویه ۲۰۱۳ اعلام شد. همچنین ترانه «سیاره تنها» از طریق یک فینال ملی که در تاریخ ۲ مارس ۲۰۱۳ برگزار شد، انتخاب گردید. در این فینال، چهار ترانه به رقابت پرداختند و «سیاره تنها» بر اساس ترکیب آراء هیئت داوران و رأی عمومی به‌عنوان برنده انتخاب شد. پس از این انتخاب، گور سوجیان اعلام کرد که او در یوروویژن ۲۰۱۳ به‌عنوان یکی از اعضای گروه دوریانس به اجرای این ترانه خواهد پرداخت.
«سیاره تنها» یک ترانه راک بود که پیام‌هایی از تنهایی، جستجو و حس غریبی را منتقل می‌کرد. موسیقی این ترانه به‌ویژه با گیتارهای پرقدرت و لحن جدی و احساسی آن شناخته می‌شد، که با نوع خاصی از موسیقی راک که در یوروویژن کمی نادر بود، همخوانی داشت.
ارمنستان در نیمه‌نهایی دوم مسابقه یوروویژن ۲۰۱۳ که در تاریخ ۱۶ مه ۲۰۱۳ برگزار شد، با ترانه «سیاره تنها» به رقابت پرداخت. این ترانه که توسط گروه دوریانس اجرا شد، در جایگاه ۱۱ در این نیمه‌نهایی قرار گرفت. پس از پایان نیمه‌نهایی، «سیاره تنها» در میان ۱۰ ترانه برتر قرار گرفت و توانست به فینال یوروویژن ۲۰۱۳ که در تاریخ ۱۸ مه ۲۰۱۳ برگزار شد، صعود کند.
در نیمه‌نهایی، «سیاره تنها» موفق شد در جایگاه هفتم از میان ۱۷ کشور شرکت‌کننده قرار بگیرد و ۶۹ امتیاز کسب کند. در فینال یوروویژن ۲۰۱۳، گروه دوریانس با «سیاره تنها» در جایگاه ۱۲ به اجرا پرداخت. این ترانه در فینال ۴۱ امتیاز کسب کرد و در جایگاه هجدهم از میان ۲۶ کشور قرار گرفت. با وجود کسب امتیازات قابل توجه در نیمه‌نهایی و صعود به فینال، «سیاره تنها» نتواست موفقیت بزرگی در فینال به دست آورد و نتایج به‌دست‌آمده در فینال کمتر از انتظارات بود.

## تاریخچه
قبل از مسابقه ۲۰۱۳، ارمنستان شش بار از زمان اولین حضورش در مسابقه آواز یوروویژن ۲۰۰۶ در مسابقه آواز یوروویژن شرکت کرده بود. بالاترین رتبه آن‌ها در این مسابقه تا این مرحله رتبه چهارم بوده است که این کشور در دو نوبت در سال ۲۰۰۸ با آهنگ "کله کله" با اجرای سیروشو و در سال ۲۰۱۴ با آهنگ "تنها نیستی " با اجرای آرام ام‌پی۳ به آن دست یافت. ارمنستان تا این مرحله تنها در یک مورد در سال ۲۰۱۱ نتوانسته بود به فینال راه پیدا کند. این کشور در سال ۲۰۱۲ به دلیل تنش‌های طولانی مدت با کشور میزبان آن زمان جمهوری آذربایجان برای مدت کوتاهی از مسابقه کنار رفت.
پخش کننده ملی ارمنستان، تلویزیون عمومی ارمنستان شبکه ارمنستان ۱ (AMPTV)، این رویداد را در ارمنستان پخش می‌کند. پخش کننده ارمنی پس از حضور مداوم در هر مسابقه از زمان اولین حضور خود در سال ۲۰۰۶، در مارس ۲۰۱۲ اعلام کرد که این کشور در سال ۲۰۱۲ به دلیل تنش‌های طولانی مدت با کشور میزبان آن زمان آذربایجان شرکت نخواهد کرد. پس از غیبت یک ساله آنها، AMPTV قصد خود را برای شرکت در مسابقه آهنگ یوروویژن ۲۰۱۳ در ۲۷ می ۲۰۱۲ تأیید کرد.ارمنستان در گذشته از روش‌های مختلفی برای انتخاب شرکت کننده ارمنستان مانند یک فینال زنده تلویزیونی ملی برای انتخاب مجری، آهنگ یا هر دو برای رقابت در یوروویژن استفاده کرده است. با این حال انتخاب‌های داخلی نیز در مواردی برگزار شده است. پخش کننده تصمیم گرفت تا هنرمند را برای مسابقه ۲۰۱۳ انتخاب کند و یک فینال ملی برای انتخاب آهنگ برگزار شد.